# Michal Bezega
Michal Bezega (20. října 1917 Kelečyn, Zakarpatská Ukrajina – 23. ledna 1994) byl český lesní dělník a výsadkář.

## Biografie
Michal Bezega se narodil v roce 1917 v Kelečíné na Zakarpatské Ukrajině, pracoval jako dělník v lese a po maďarské okupaci Zakarpatské Ukrajiny odešel do Sovětského svazu. Byl internován a pracoval jako dělník v Sanoku a jako stavební dělník na silnicích na Uralu. V roce 1943 v Buzuluku vstoupil do československé armády a nastoupil do výcviku parašutistů. Vznikla parašutistická brigáda, kde působili primárně slovenští vojáci, kteří utekli ze slovenské divize. V březnu roku 1944 Michal Bezega dokončil kurs parašutismu a nastoupil do parašutistické brigády v Proskurově. Po zahájeni Karpatsko-dukelské operace se stal velitelem eskorty a spolu s dalšími vojáky dopravoval jídlo a munici povstalcům do hor a na letiště Tri duby. Bojoval také v Dukelském průsmyku, kde byl raněn. Po vyléčení zranění se již nevrátil k parašutistické brigádě a nastoupil do štábní roty.
Po skončení druhé světové války odešel do Číchova u Třebíče, pracoval jako lesní dělník a lesník. Během světové války zahynuli oba jeho bratři.
Obdržel Československý válečný kříž 1939, pamětní medali Za pobědu nad Germanijej, Dukelskou pamětní medaili, pamětní medaili Slovenského národního povstání a později i vyznamenání Za vynikající práci.